# San Julián de Cerdañola
San Julián de Cerdañola (antiguamente en español San Julián de Serdañola)  (en catalán y oficialmente, Sant Julià de Cerdanyola) es un municipio de Cataluña, España. Perteneciente a la provincia de Barcelona, en el norte de la comarca del Bergadá. Se segregó en 1993 del municipio de Guardiola de Berga (con el que se había fusionado en 1945).Cuenta con una población de 232 habitantes (INE 2024).

## Geografía
Las tierras de Cerdañola forman un pequeño valle, situado al noroeste de la sierra de Catllarás. Estas tierras están rodeadas de montañas, que sirven a la vez de división natural y política. Al sur, la cresta del Albiol sube hasta los 1420 metros y limita con Malanyeu, en el término de La Nou. A levante, las montañas más meridionales de la sierra del Catllarás, alcanzan los 1732 metros en La Clusa, altitud máxima del municipio, tocando ya a los términos de Castell del Areny y La Pobla de Lillet. Al norte, la cresta del Forcat, Coma Verda y la Solana de Cortielles, separan las tierras de Cerdanyola de las de Guardiola de Berguedà y La Pobla de Lillet. En el oeste, el término queda abierto en el valle del Llobregat y limita también con Guardiola de Berguedá. El municipio cuenta con dos cursos de agua permanentes, la acequia del Albiol y la Torrentera. Antes de 1936 el término municipal de San Julián de Cerdañola era mucho mayor, ya que comprendía también los terrenos La Torre de Foix, Guardiola y San Lorenzo cerca de Bagá.

## Vegetación
La situación de Cerdañola en una zona de montaña cercana a la cuenca del Llobregat y no muy lejos de la sierra del Moixeró, hace que el paisaje vegetal sea bastante rico, con al menos cinco tipos de bosques y muchas especies botánicas diferentes. Actualmente, los bosques ocupan más de un 60 % del total de la superficie del municipio. Se pueden encontrar bosques de pino negro, hayedos, robledales y también bosques de carrascas, aunque el más abundante es el bosque de pino silvestre. Esta variedad hace del medio natural de Cerdañola un entorno de gran interés paisajístico, botánico, geológico y faunístico, por lo que buena parte de su término ha sido incluido en el Plan de Espacios de Interés Natural (PEIN) de la Generalidad de Cataluña.

## Demografía
Cuenta con una población de 232 habitantes (INE 2024).
| Gráfica de evolución demográfica de San Julián de Cerdañola entre 2001 y 2021 |
| |
| Entre el censo de 2001 y el anterior, aparece este municipio porque se segrega del municipio 08099 (Guardiola de Berguedà) Población de derecho según los censos de población del INE. Población de hecho según los censos de población del INE. |

| 1996 | 1998 | 2000 | 2002 | 2004 | 2006 | 2023 |
| ---- | ---- | ---- | ---- | ---- | ---- | ---- |
| 217  | 219  | 227  | 241  | 260  | 259  | 241  |

| Gráfica de evolución demográfica de San Julián de Cerdañola entre 1842 y 1940 |
| |
| Población de derecho según los censos de población del INE. Población de hecho según los censos de población del INE.Entre el censo de 1857 y el anterior, crece el término del municipio porque incorpora a Guardiola de Berga, San Lorenzo de Bagá y Torre de Foix. Entre el censo de 1950 y el anterior, este municipio desaparece porque se integra en el municipio Guardiola de Berga. |

## Origen del nombre
Cerdañola es una palabra derivada de cerdà, que en una de sus acepciones significa plano, Cerdaña equivaldría a llanura. Por tanto, Cerdañola significa plana pequeña.
En la transición entre los siglos XVIII y XIX se produjo un cambio en el nombre del pueblo que se ha convertido ya en definitivo. Fue un fenómeno bastante general el intento de unificar los nombres de los pueblos y parroquias. En algunos documentos, Cerdanyola pasó a llamarse Sant Julià de Cerdanyola, que era y es el nombre de la parroquia. Finalmente este cambio prosperó y fue aceptado popularmente.

## Historia
Los primeros documentos escritos en los que figura el nombre de Cerdanyola dan poca información del pueblo, la parroquia es mencionada en 839 en el acta de consagración de la catedral de Seo de Urgel. Más tarde el pueblo es citado en 983 en la dotación del Monasterio de San Lorenzo de Bagá. Y en 1105 el obispo Odón de Urgel consagró su iglesia,[7] dedicándola a San Julián mártir. Durante la época medieval Cerdañola fue objeto de disputa entre los barones de Pinós y el abad del monasterio de San Lorenzo. Como consecuencia de estas disputas, el pueblo sufrió varias destrucciones. La más destacable fue la de la iglesia en 1328, por la que el barón de Pinós tuvo que pagar una indemnización. Es muy difícil poder describir en detalle los sistemas de vida tradicionales de esta época, pero se tiene constancia de la cría de cerdos y del aprovechamiento del bosque. Vinculada a la explotación del bosque, se encuentra la primera cita de los Capmasats en 1337, entidad que se ocupaba y se ocupa todavía hoy en día de la administración de los bosques. También se sabe que los cultivos de esa época consistían en trigo, fruta, hortalizas e incluso se obtenía vino. Las casas más antiguas que se encuentran citadas son el Molí (1255), Sobirana (1256), La Pomera (1307), Serraclara (1308), La Cortada (1379), Cortielles, Vilà, Portell y Mas Casellas, aunque probablemente había otros.
Las pestes del siglo XIV y XV supusieron un gran impacto para la población de Cerdañola, se calcula que sólo unas 80 personas pudieron sobrevivir en la Peste Negra, pero a principios del siglo XVI quedaban sólo una decena de habitantes.
A finales del siglo XVI, se creó el obispado de Solsona y Cerdañola pasó a esta nueva demarcación eclesiástica. Pero en ese momento, como dependían del monasterio de San Lorenzo, a nivel eclesiástico el pueblo gozaba de una situación especial y era el abad, y no el obispo, quien nombraba a los curas y tenía otras prerrogativas.
Desde el punto de vista demográfico, Cerdañola se rehízo muy lentamente hasta el siglo XVIII. A principios de este siglo pasaba de los 50 vecinos, pero sufrió mucho durante la Guerra de Sucesión, y quedaron tan sólo 24 en 1717. Sin embargo, a partir de ese momento, la población aumentó rápidamente ya mediados de siglo , un registro eclesiástico le atribuye 38 casas y 199 habitantes.Durante las guerras carlistas hubo una tensión constante. En la tercera guerra carlista, en 1873, cerca del puente de Guardiola murieron asesinados 60 prisioneros que los carlistas, comandados por el general Savalls, habían capturado en Berga.[8] En 1874 fueron detenidos el alcalde y dos vecinos cerdañoleses y fueron encarcelados en el castillo de Berga por haber sido somatenes. Todo el pueblo, en un acto de solidaridad, decidió pagar una cuantiosa multa de trescientos duros por poder rescatarlos.
Durante el siglo XIX Cerdañola creció de forma bastante rápida pero con ritmos muy desiguales a lo largo del tiempo. Entre 1819 y 1830 la población se mantuvo estancada en torno a los 110 habitantes, aunque en 1842 había llegado a más de 300 en todo el término. En 1877 la población era de 451 habitantes. En 1858 se construyó la ermita de la Virgen de las Esposas y en 1897 la iglesia de San Julián recuperó la categoría de parroquia. A partir de 1900 la población aumentó mucho, sobre todo por la influencia de la llegada del ferrocarril, este incremento se notó mucho más en el barrio de Guardiola y en 1930 se alcanzó un máximo de 987 personas en todo el término.
En el siglo XIX y sobre todo en el XX, cambiaron muchas cosas. En primer lugar, hubo una gran influencia de las nuevas industrias, especialmente la textil. En Cerdañola hubo tres fábricas en varios momentos: Cal Teixidor, Ca la Galla y probablemente también en el antiguo edificio del ayuntamiento, pero la mayoría fueron instaladas fuera del núcleo, especialmente en el barrio de Guardiola, situado en 4 km del casco urbano de Cerdañola, donde los cerdañoleses se desplazaban para ir a trabajar. En segundo lugar adquirieron mucha importancia las minas, algunas documentadas en el antiguo término municipal: Santa Victoria, Mas de Pey, Santa Bárbara, Blanca, Gris, etc. Pero la más destacada fue la mina Amalia. En 1925 había 6 minas y varios hornos de cal y de cemento en el término de Cerdañola. Vinculado a los intereses mineros, se produjo uno de los cambios más importantes del siglo en lo que se refiere a comunicaciones: la inauguración del ferrocarril el 21 de noviembre de 1904. La estación del ferrocarril se construyó en el barrio de Guardiola, que en ese momento estaba en el término de San Julián de Cerdañola. Posteriormente y gracias al ferrocarril y las nuevas industrias, este barrio experimentaría un gran crecimiento demográfico y esto comportaría un desarrollo autónomo de este nuevo núcleo.
Las actividades tradicionales como la ganadería y la agricultura pasaron a ser económicamente complementarias, pero no desaparecieron. La explotación del bosque fue una de las actividades con mayor importancia económica durante este período. En 1865 se realizó una nueva regulación de las propiedades comunales de la Junta de Capmasats y Magallers, que de hecho tenía orígenes mucho más antiguos. Más adelante, en 1917 la Junta de Capmasats y Magallers llegó a un acuerdo con el conde de Fígols para poder venderle una gran cantidad de madera de los bosques comunales de Cerdañola que se utilizaría en las minas que el conde poseía en la comarca . Para poder extraer la madera de los bosques, fue necesario instalar un ferrocarril forestal que en la ida estaba estirado por animales, y en el regreso se movía gracias a la inclinación del terreno, tenía 4.400 metros de longitud y su vía, que todavía hoy se llama así, una anchura de 50 cm. El ferrocarril estaba conectado a un teleférico en su estación inferior, mediante el cual se transportaban los troncos al Collet, desde donde se llevaban hacia Fígols, donde se encontraban las minas. Este ferrocarril funcionó durante doce años, y terminada la explotación, fue desmontado.
En los años 30 del siglo XX, el pueblo vivió uno de los momentos más difíciles de su historia contemporánea, ya que a partir de 1936 dejó de ser jefe del propio municipio, le fue agregado el pueblo de Brocà y la capitalidad municipal fue pasar a Guardiola. Este proceso empezó el 20 de septiembre de 1936, en plena Guerra Civil, y fue ratificado en 1942.
Acabada la dictadura, en 1977 un grupo de vecinos de Cerdañola se reunió para ver si con la llegada de la democracia, se podía hacer algo para recuperar el ayuntamiento. El primer paso fue convertirse en una pedanía y posteriormente se creó una Entidad Municipal Descentralizada. En 1982 se creó la Junta de Segregación, con el objetivo de empezar los trámites para pedir la segregación. Fue un proceso largo y complicado que duró más de 10 años y acabó resolviéndose por vía judicial. Finalmente, el 28 de junio de 1993 se dictó el decreto de segregación[9] y San Julián de Cerdañola volvió a ser un municipio de Cataluña, aunque tuvo que ceder buena parte de su término municipal a Guardiola de Berguedá , dado que si se hubiera reivindicado el mismo término que Cerdañola tenía antes de 1936, posiblemente no se hubiera logrado nunca la segregación.

## Lugares de interés
- Font del Castell
- Ermita de les Esposes
- Piscina municipal
- La Creu
- Iglesia de San Julián
- El Banyador